# Воррінгтон Тауншип (округ Бакс, Пенсільванія)
Воррінгтон Тауншип (англ. Warrington Township) — селище (англ. township) в США, в окрузі Бакс штату Пенсільванія. Населення — 25 639 осіб (2020).

### Клімат
| Клімат : Воррінгтон Тауншип  | Клімат : Воррінгтон Тауншип | Клімат : Воррінгтон Тауншип | Клімат : Воррінгтон Тауншип | Клімат : Воррінгтон Тауншип | Клімат : Воррінгтон Тауншип | Клімат : Воррінгтон Тауншип | Клімат : Воррінгтон Тауншип | Клімат : Воррінгтон Тауншип | Клімат : Воррінгтон Тауншип | Клімат : Воррінгтон Тауншип | Клімат : Воррінгтон Тауншип | Клімат : Воррінгтон Тауншип | Клімат : Воррінгтон Тауншип |
| Показник                     | Січ.                        | Лют.                        | Бер.                        | Квіт.                       | Трав.                       | Черв.                       | Лип.                        | Серп.                       | Вер.                        | Жовт.                       | Лист.                       | Груд.                       | Рік                         |
| Середній максимум, °C        | 3,9                         | 5,7                         | 10,3                        | 16,9                        | 22,4                        | 27,4                        | 29,7                        | 28,8                        | 24,9                        | 18,7                        | 12,6                        | 6,3                         | 17,4                        |
| Середня температура, °C      | −0,8                        | 0,7                         | 4,9                         | 10,9                        | 16,2                        | 21,4                        | 23,9                        | 23,1                        | 19,0                        | 12,5                        | 7,1                         | 1,6                         | 11,8                        |
| Середній мінімум, °C         | −5,6                        | −4,3                        | −0,5                        | 4,8                         | 10,1                        | 15,4                        | 18,2                        | 17,4                        | 13,1                        | 6,3                         | 1,7                         | −3                          | 6,2                         |
| Норма опадів, мм             | 84                          | 68                          | 97                          | 101                         | 109                         | 106                         | 126                         | 105                         | 111                         | 100                         | 92                          | 101                         | 1199                        |
| Вологість повітря, %         | 66.6                        | 63.4                        | 59.1                        | 58.2                        | 62.5                        | 67.4                        | 67.9                        | 70.2                        | 71.5                        | 70.2                        | 68.6                        | 69.1                        | 66.2                        |
| ---------------------------- | --------------------------- | --------------------------- | --------------------------- | --------------------------- | --------------------------- | --------------------------- | --------------------------- | --------------------------- | --------------------------- | --------------------------- | --------------------------- | --------------------------- | --------------------------- |
| Джерело: PRISM Climate Group |                             |                             |                             |                             |                             |                             |                             |                             |                             |                             |                             |                             |                             |

## Демографія
Згідно з переписом 2010 року, у селищі мешкало 23 418 осіб у 8173 домогосподарствах у складі 6394 родин. Було 8442 помешкання
Расовий склад населення:
| - 88,5 % — білих - 6,1 % — азіатів - 2,1 % — чорних або афроамериканців - 0,2 % — корінних американців - 1,7 % — осіб інших рас |

До двох чи більше рас належало 1,4 %. Частка іспаномовних становила 4,2 % від усіх жителів.
За віковим діапазоном населення розподілялося таким чином: 27,8 % — особи молодші 18 років, 59,7 % — особи у віці 18—64 років, 12,5 % — особи у віці 65 років та старші. Медіана віку мешканця становила 39,8 року. На 100 осіб жіночої статі у селищі припадало 98,9 чоловіків;  на 100 жінок у віці від 18 років та старших — 95,8 чоловіків також старших 18 років.
Середній дохід на одне домашнє господарство  становив 111 279 доларів США (медіана — 91 655), а середній дохід на одну сім'ю — 125 537 доларів (медіана — 108 420). Медіана доходів становила 71 647 доларів для чоловіків та 56 060 доларів для жінок. За межею бідності перебувало 7,3 % осіб, у тому числі 10,1 % дітей у віці до 18 років та 5,7 % осіб у віці 65 років та старших.
Цивільне працевлаштоване населення становило 11 882 особи. Основні галузі зайнятості: освіта, охорона здоров'я та соціальна допомога — 27,6 %, науковці, спеціалісти, менеджери — 14,0 %, роздрібна торгівля — 12,5 %, виробництво — 11,6 %.